# Raff Chanco
Raff Chanco, geboren Rafiel Abaas, is een Surinaamse gospelzanger. Hij kende meerdere hits. 

## Biografie
Raff Chanco begon met zingen toen hij acht jaar oud was. Op zijn twaalfde kwam zijn eerste single uit en op zijn vijftiende zijn eerste album. In 2010 kwam zijn grote doorbraak met het gospellied Sma nanga Santa Jeje, die drie weken op nummer 1 stond.

## Discografie

### Singles
- 2010: Sma nanga Santa Jeje
- 2021: Yu na mi taanga
- 2021: Start & go
- 2022: Paadong

### Albums
- 2021: Santa jeje na mi wapen